# Lengua amanayé
Amanayé es una lengua indígena de la familia tupí, que era hablada por la etnia homónima y considerada lengua muerta.
La población de la tribu estaba ubicada en el noreste de Pará, pero a partir de una epidemia que afectó a la etnia, su población quedó restringida a individuos considerados salvajes, y que no permitían contactos con otras poblaciones.
Así, la lengua y la cultura quedaron restringidas a este grupo de alrededor de 200 Amanayé “no pacificados”, cuyos remanentes probablemente constituyen la actual población indígena del alto Capim, causando así su probable extinción lingüística.
Hoy en día la lengua ya no se habla de forma espontánea y aunque algunas personas mayores son capaces de hablarla, no se utiliza a diario. El etnólogo Curt Nimuendajú sostiene que el idioma gamela presente en líneas indias en la población del área que ahora forma el estado de Maranhão tuvo influencia reciente por migración formada por tribus tupí que se habían asentado en el noroeste incluyendo los amanayé. Ambos hablan dialectos del grupo "él", llamado así por el pronombre de la primera persona del singular.
En relación con la lengua tupí-guaraní, la lengua amanayé forma un subconjunto fonológico que se caracteriza por la pérdida parcial de consonantes finales, la fusión de *tx, ambos cambiados a h o cero, cambio de *pw en kw, cambio de *pj a s y la conservación de *j.